# فوکر وی.۹

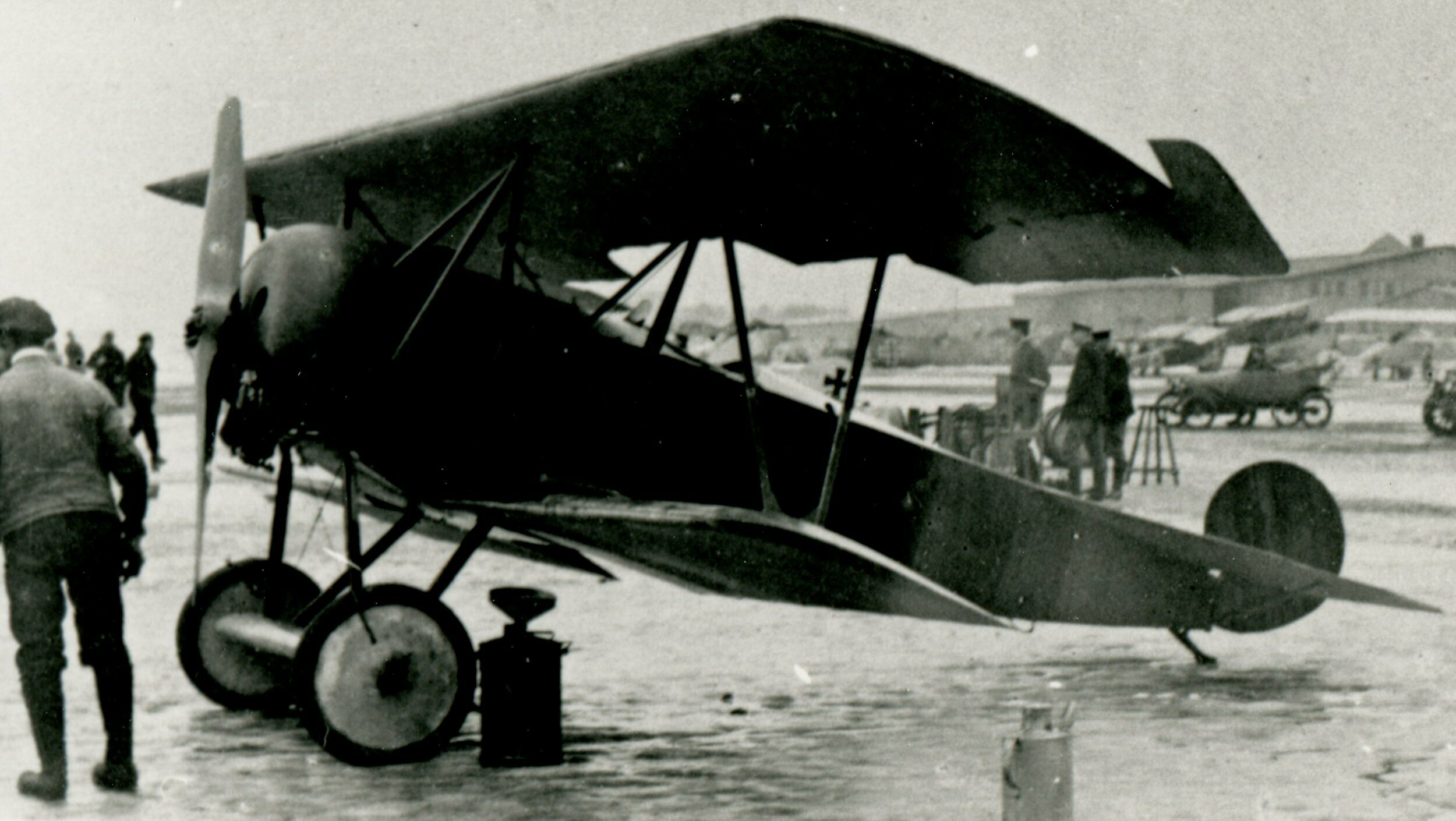
تصویری از فوکر وی

فوکر وی.۹ (انگلیسی: Fokker V.9) بخشی از یک مجموعه هواپیماهای آزمایشی بود که نتیجه آن ساخت جنگنده کم تولید دی.۶ شد.